# 克魯沙峰
78°42′23″S 85°08′33″W / 78.70639°S 85.14250°W

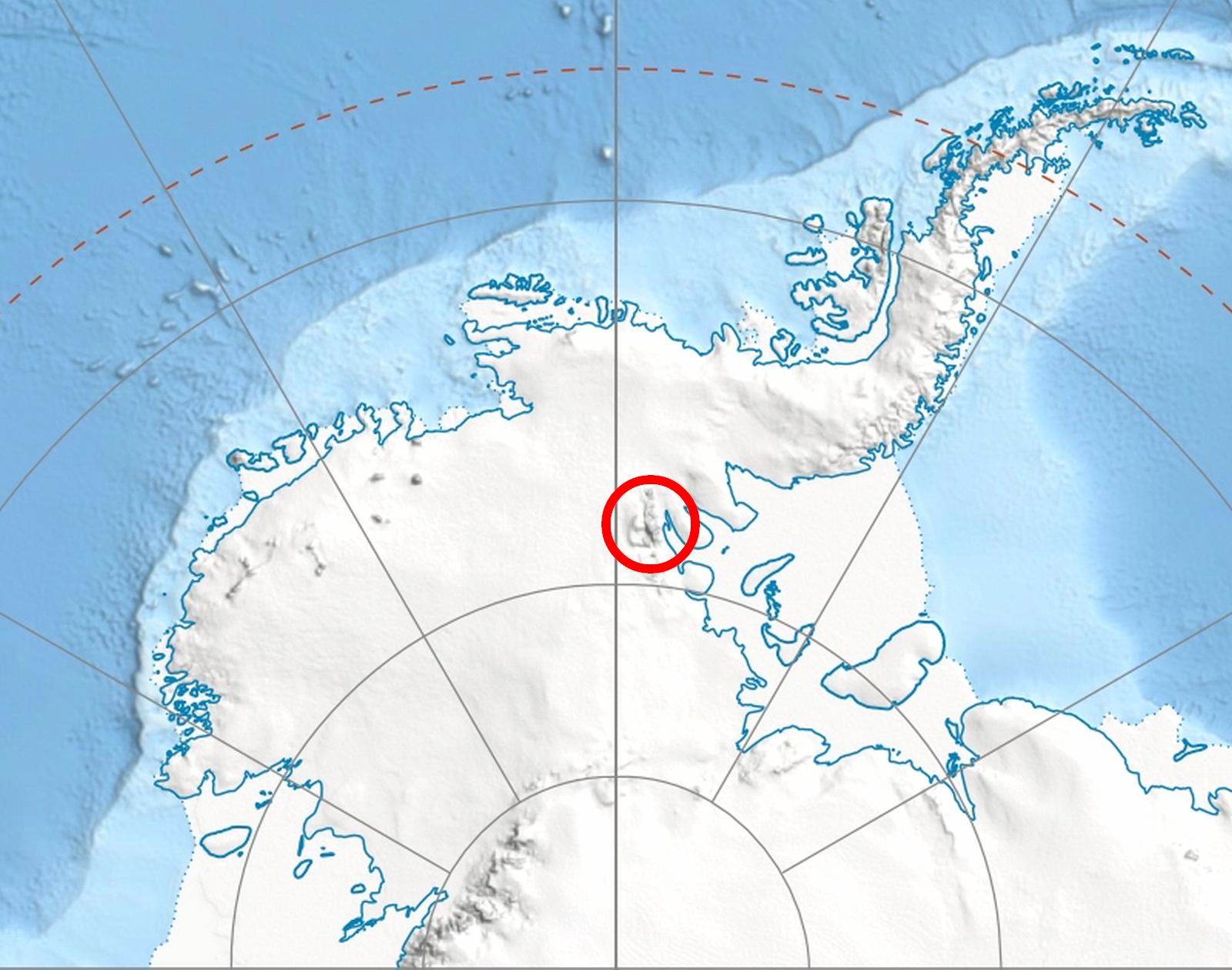

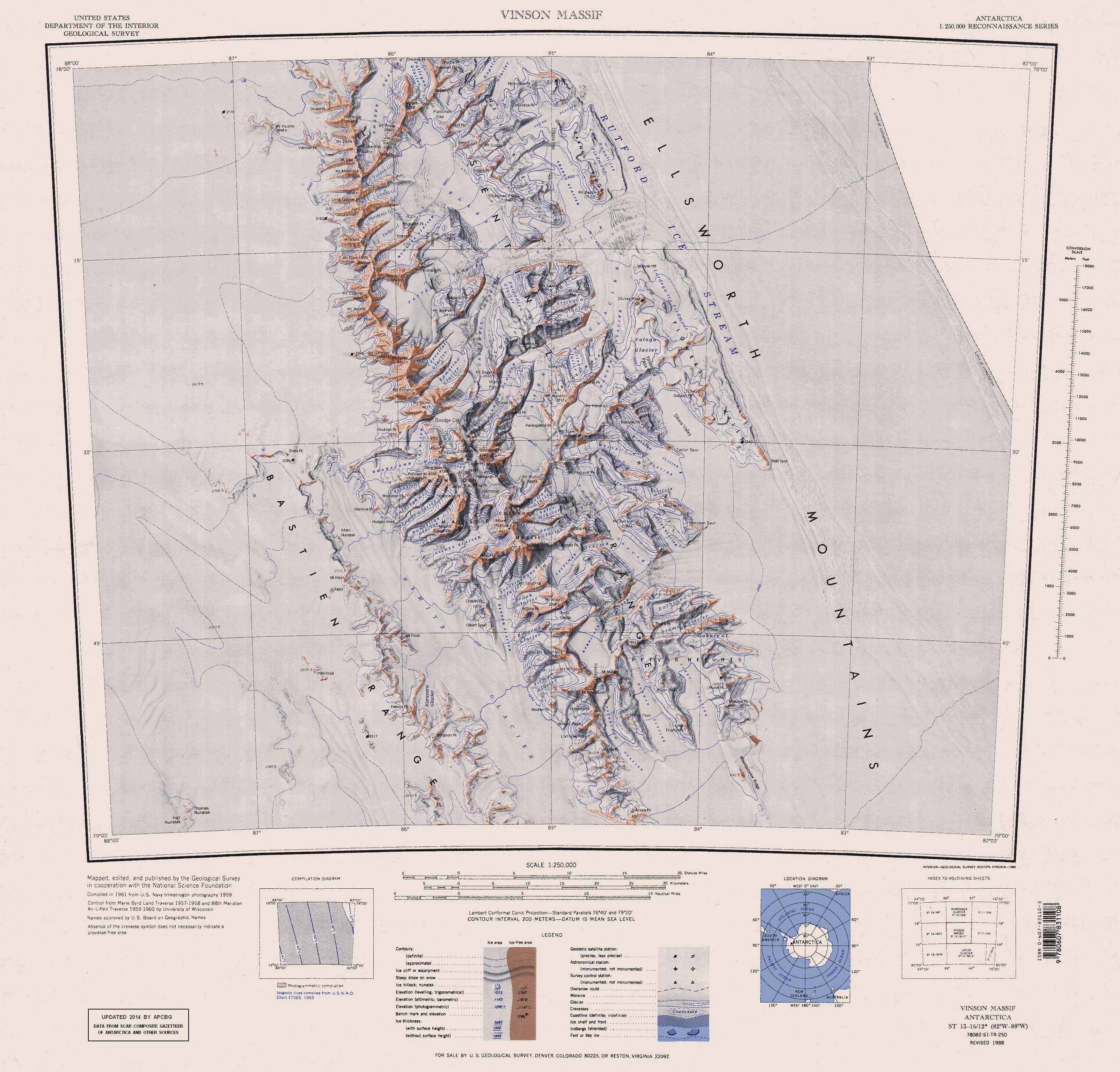

克魯沙峰是南極洲的山峰，位於埃爾斯沃思地，屬於埃爾斯沃思山脈中森蒂納爾嶺的一部分，處於斯翠賓山以南3.87公里、艾倫山西南面2.88公里和利普塔克山西北面4.83公里，海拔高度2,800米，以保加利亞教育家命名。

## 外部連結
- Bulgarian Antarctic Gazetteer.（页面存档备份，存于） Antarctic Place-names Commission. (details in Bulgarian, basic data（页面存档备份，存于） in English)
- SCAR Composite Gazetteer of Antarctica（页面存档备份，存于）.